# Pentapodus porosus
Pentapodus porosus är en fiskart som först beskrevs av Valenciennes, 1830.  Pentapodus porosus ingår i släktet Pentapodus och familjen Nemipteridae. Inga underarter finns listade i Catalogue of Life.